# 말라야라타

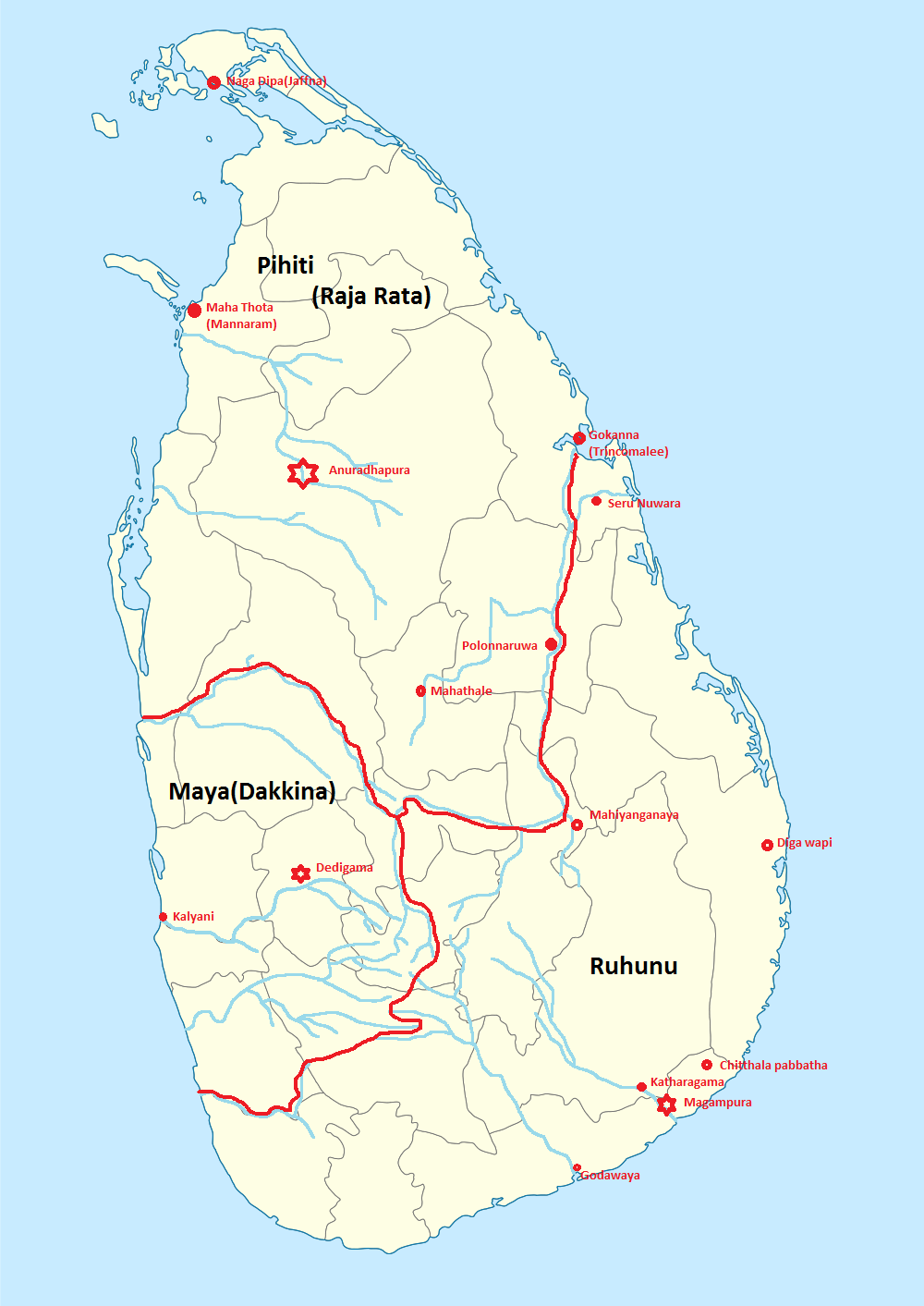
툰 싱할레 (섬의 3개 사단)

말라야라타(싱할라어: මලයරාටා)는 스리랑카 중부의 산악 지역으로, 라자라타 및 루후누라타와 함께 스리랑카 섬의 3대 역사적 지역 중 하나이다. 주로 야크샤, 라크샤, 나가와 같은 원주민 부족을 수용하는 곳으로 알려져 있다.

## 같이 보기
- 스리랑카의 주
- 스리랑카의 역사